# Krásná Ves
Obec Krásná Ves se nachází v okrese Mladá Boleslav, kraj Středočeský. Rozkládá se asi devět kilometrů západně od Mladé Boleslavi. Žije zde 188 obyvatel.

## Historie
První písemná zmínka o obci pochází z roku 1388.

## Obecní správa
V letech 1850–1990 k obci patřila Kováň.

### Územněsprávní začlenění
Dějiny územněsprávního začleňování zahrnují období od roku 1850 do současnosti. V chronologickém přehledu je uvedena územně administrativní příslušnost obce v roce, kdy ke změně došlo:
- 1850 země česká, kraj Jičín, politický okres Mladá Boleslav, soudní okres Bělá[5]
- 1855 země česká, kraj Mladá Boleslav, soudní okres Bělá[5]
- 1868 země česká, politický okres Mnichovo Hradiště, soudní okres Bělá[5]
- 1939 země česká, Oberlandrat Jičín, politický okres Mnichovo Hradiště, soudní okres Bělá pod Bezdězem[6]
- 1942 země česká, Oberlandrat Praha, politický okres Mladá Boleslav, soudní okres Bělá pod Bezdězem[7]
- 1945 země česká, správní okres Mnichovo Hradiště, soudní okres Bělá pod Bezdězem[8]
- 1949 Liberecký kraj, okres Doksy[9]
- 1960 Středočeský kraj, okres Mladá Boleslav[10]

### Rok 1932
Ve vsi Krásná Ves (přísl. Kováň, Podkováň), s 611 obyvateli v roce 1932 byly evidovány tyto úřady, živnosti a obchody: katolický kostel, 3 hostince, 2 kováři, mlýn, pivovar, 5 rolníků, 4 obchody se smíšeným zbožím, 3 trafiky.

## Pamětihodnosti
- Barokní sýpka z 18. století na východním okraji vesnice, pozůstatek zaniklého panského dvora

## Doprava
Silniční doprava
Do obce vedou silnice III. třídy.
Železniční doprava
Železniční trať ani stanice na území obce nejsou. Nejblíže obci je železniční dopravna Skalsko ve vzdálenosti 4 km ležící na trati 076 z Mělníka do Mladé Boleslavi.
Autobusová doprava
V obci zastavovaly v květnu 2011 autobusové linky jedoucí do těchto cílů: Bělá pod Bezdězem, Bezno, Mladá Boleslav, Mšeno, Praha.